# Gladiatorernas intåg

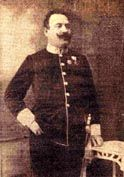
Julius Ernest Wilhelm Fučík

Gladiatorernas intåg (tjeckiska: Vjezd gladiátorů, tyska: Einzug der Gladiatoren) är en konsertmarsch, opus 68, komponerad 1897 av den tjeckiske kompositören Julius Fučík och är tillsammans med hans Florentinermarsch en av världens mest kända och omtyckta marscher. Den populariserades på cirkusar i början av 1900-talet och har sedermera främst kommit att associeras med cirkusar och clowner.

## Bearbetningar
Melodin har, med text av pseudonymen Berco, använts av Ernst Rolf i kupletten Agitatorn (1928). Den framfördes även i den första Knäppupprevyn Akta huvet (1952), då i en dixielandversion. Melodin har använts som grund till Yakety Sax.

## Inspelningar
Den norska dragspelaren Rolf Syversen spelade in melodin i Oslo 7 juli 1938. Den utgavs på 78-varvarna Sonora 3460 i Sverige samt Telefunken T-8171 och Telefunken T-8383 i Norge.